# Fatuma Roba
Pour les articles homonymes, voir Roba.
Fatuma Roba, née le 18 décembre 1973 à Addis-Abeba, est une athlète éthiopienne, pratiquant le marathon.

## Palmarès

### Jeux olympiques d'été
- Jeux olympiques de 1996 à Atlanta,  États-Unis
  -  Médaille d'or
- Jeux olympiques de 1996 à Atlanta,  États-Unis
  - 9e

### Championnats du monde d'athlétisme
- Championnats du monde 2001 à Edmonton,  Canada
  - 13e
- Championnats du monde 1999 à Séville,  Espagne
  - 4e